# Brock Hall
Brock Hall es un lugar designado por el censo ubicado en el condado de Prince George en el estado estadounidense de Maryland. En el Censo de 2010 tenía una población de 9.552 habitantes y una densidad poblacional de 268,3 personas por km².

## Geografía
Brock Hall se encuentra ubicado en las coordenadas 38°52′1″N 76°45′39″O / 38.86694, -76.76083. Según la Oficina del Censo de los Estados Unidos, Brock Hall tiene una superficie total de 35.6 km², de la cual 35.25 km² corresponden a tierra firme y (0.97%) 0.35 km² es agua.

## Demografía
Según el censo de 2010, había 9.552 personas residiendo en Brock Hall. La densidad de población era de 268,3 hab./km². De los 9.552 habitantes, Brock Hall estaba compuesto por el 5.77% blancos, el 89.02% eran afroamericanos, el 0.23% eran amerindios, el 1.94% eran asiáticos, el 0.02% eran isleños del Pacífico, el 0.76% eran de otras razas y el 2.26% pertenecían a dos o más razas. Del total de la población el 2.01% eran hispanos o latinos de cualquier raza.